# Money Trees
«Money Trees» es una canción del rapero estadounidense Kendrick Lamar, extraída de su álbum debut de estudio Good Kid, M.A.A.D City (2012). La canción, que aparece como la quinta pista del álbum, cuenta con la participación de su cohorte Black Hippy, el también rapero estadounidense Jay Rock. La canción, producida por DJ Dahi, entró en la lista Billboard Bubbling Under Hot 100 Singles en el número 19 debido al gran número de descargas, tras el lanzamiento del álbum. La canción, mezclada por el ingeniero de Top Dawg Derek "MixedByAli" Ali, cuenta con la voz de fondo de la cantante estadounidense Anna Wise de Sonnymoon. Money Trees samplea la canción de Beach House «Silver Soul», de su álbum de 2010 Teen Dream, así como voces de «Cartoon and Cereal» de Kendrick e interpola letras de «Big Ballin' With My Homies» de E-40.

## Antecedentes
«Money Trees» sigue la historia de Good Kid, MAAD City, mientras Kendrick Lamar vuelve a evaluar lo que sucedió hasta ahora en la historia. Habla sobre tener sexo con su interés amoroso Sherane y se lo va a contar a sus amigos. También evalúa su situación actual en su ciudad natal Compton, California y reflexiona sobre la inmortalización de su tío después de que le dispararan. Al final de la pista, la madre de Lamar lo vuelve a llamar y le pide que le devuelva el auto, un tema recurrente en la historia. Su padre ya se ha olvidado de las fichas de dominó que quería, lo que sugiere que Lamar «ha estado fuera de la casa por un tiempo, dando vueltas y tratando de resolver su vida, después de haber sido atacado afuera de la casa de Sherane».

## Video musical
El 28 de agosto de 2013, Taj Stansberry reveló que había comenzado a grabar un video musical con Lamar y Jay Rock para "Money Trees". Stansberry, quien dijo que la canción era su canción favorita del álbum, dijo que al conseguir el trabajo para idear un tratamiento para el video que debía estar listo en un día, dejó todo en ese momento y creó un sitio web para presentar la idea a Lamar. Agregó: «Empecé literalmente a las 9 de la mañana y terminé a las 9 de la noche». El video permanece inédito.

## Eventos en vivo
Lamar interpretó «Money Trees», junto a Jay Rock en el concierto BET Experience en el Staples Center de Los Ángeles. El dúo también interpretó con frecuencia la pista en «Good Kid» de Lamar, la gira mundial de la ciudad de mAAd y en el festival de música South by Southwest de 2013. El 15 de octubre de 2013, Lamar y Jay Rock interpretaron «Money Trees» en los BET Hip Hop Awards de 2013. El 4 de julio de 2016, Lamar interpretó «Money Trees» en la barbacoa del 4 de julio del presidente Obama.

## Recepción de la crítica
La canción fue aclamada por los críticos musicales y es ampliamente considerada como una de las mejores canciones de Lamar. XXL en su reseña perfecta «XXL», consideró la canción como una «historia de las ambiciones de un estafador». En 2021, Rolling Stone clasificó la canción en el número uno en su lista de «Las 50 mejores canciones de Kendrick Lamar». Una lista similar de 2017 de Complex lo colocó en quinto lugar en su lista de «Las mejores canciones de Kendrick Lamar», mientras que The Guardian lo colocó en sexto lugar en su lista de 2022 de «Las 20 mejores canciones de Kendrick Lamar — ¡clasificadas!».
La pista recibió elogios especialmente por el verso invitado de Jay Rock. Complex elogió el verso de Jay Rock y lo calificó como la décima mejor aparición especial de 2012. Describieron su verso como "estelar", y agregaron en el verso rock «contempla una vida de crimen versus una asolada por la pobreza extrema». XXL incluyó en el verso en su lista de 2019 de los «35 de los versos invitados de hip-hop más icónicos desde 2000», afirmando que Rock «atenea la melodía con una voz marchita por la pobreza y empujada por la búsqueda».

## Rendimiento comercial
Incluso sin haber sido lanzada como sencillo, la canción pasó siete semanas en las listas estadounidenses y alcanzó el puesto 19 en la lista estadounidense Billboard Bubbling Under Hot 100 Singles.

## Posicionamiento en listas
| Lista (2016–2023)                               | Mejor posición |
| ----------------------------------------------- | -------------- |
| Australia (ARIA)                                | 43             |
| Estados Unidos (Hot R&B/Hip-Hop Songs)          | 35             |
| Estados Unidos (Bubbling Under Hot 100 Singles) | 19             |
| Global 200 (Billboard)                          | 87             |
| Lituania (AGATA)                                | 18             |
| Nueva Zelanda (Recorded Music NZ)               | 4              |
| Reino Unido (UK Hip Hop/R&B)                    | 14             |

| Lista (2022)     | Posición |
| ---------------- | -------- |
| Lituania (AGATA) | 94       |

## Certificaciones
| País           | Organismo certificador | Certificación | Ventas certificadas | Ref.   |
| -------------- | ---------------------- | ------------- | ------------------- | ------ |
| Alemania       | BVMI                   | Oro           | 150 000             | [ 21 ] |
| Dinamarca      | IFPI Dinamarca         | Platino       | 90 000              | [ 22 ] |
| Estados Unidos | RIAA                   | Platino       | 1 000               | [ 23 ] |
| Nueva Zelanda  | RIANZ                  | 5× Platino    | 150 000             | [ 24 ] |
| Reino Unido    | BPI                    | Platino       | 600 000             | [ 25 ] |